# Matthew Denver

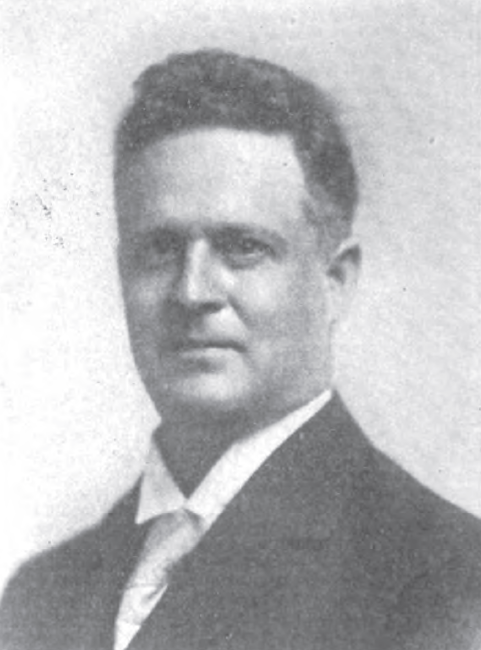
Matthew Denver

Matthew Rombach Denver (* 21. Dezember 1870 in Wilmington, Ohio; † 13. Mai 1954 ebenda) war ein US-amerikanischer Politiker. Zwischen 1907 und 1913 vertrat er den Bundesstaat Ohio im US-Repräsentantenhaus.

## Werdegang
Matthew Denver war der Sohn von James William Denver (1817–1892), der unter anderem Gouverneur im Kansas-Territorium und Kongressabgeordneter für Kalifornien war. Er besuchte die öffentlichen Schulen seiner Heimat und studierte danach an der Georgetown University in Washington, D.C. In den folgenden Jahren arbeitete er in der Landwirtschaft, im Bankgewerbe und im Handwerk. Politisch schloss er sich der Demokratischen Partei an. Zwischen 1896 und 1936 nahm er als Delegierter an acht Democratic National Conventions teil. Von 1896 bis 1908 gehörte er dem Staatsvorstand der Demokraten in Ohio an.
Bei den Kongresswahlen des Jahres 1906 wurde Denver im sechsten Wahlbezirk von Ohio in das US-Repräsentantenhaus in Washington gewählt, wo er am 4. März 1907 die Nachfolge des Republikaners Thomas E. Scroggy antrat. Nach zwei Wiederwahlen konnte er bis zum 3. März 1913 drei Legislaturperioden im Kongress absolvieren. Im Jahr 1912 verzichtete er auf eine weitere Kandidatur.
Nach dem Ende seiner Zeit im US-Repräsentantenhaus kehrte Denver nach Wilmington zurück, wo er im Bankgewerbe arbeitete. In den Jahren 1918 und 1919 war er Präsident der Ohio Bankers’ Association. Von 1926 bis 1928 saß er erneut im Staatsvorstand seiner Partei. Bereits seit 1902 bis zu seinem Tod, also über 52 Jahre hinweg, war er Präsident der Clinton County National Bank & Trust Co. Er starb am 13. Mai 1954 in Wilmington, wo er auch beigesetzt wurde.